# Bonelli-füzike
A Bonelli-füzike (Phylloscopus bonelli) a madarak osztályának verébalakúak (Passeriformes) rendjébe és a füzikefélék (Phylloscopidae) családjába tartozó hosszútávú vonuló faj.
Nevét Franco Andrea Bonelli olasz ornitológusról kapta.

## Előfordulása
Délnyugat-Európában és Észak-Afrikában fészkelő faj. Változatos élőhelyű: mérsékelt égövi, száraz trópusi és szubtrópusi erdőkben, szavannán és cserjésekben is előfordul.

## Megjelenése
Testhossza 11–12 centiméter, szárnyfesztávolsága 16–19 centiméter, testtömege 7–11 gramm.

## Életmódja
Táplálékul szúnyogokat, hernyókat, puha testű rovarokat fogyaszt.

## Szaporodása

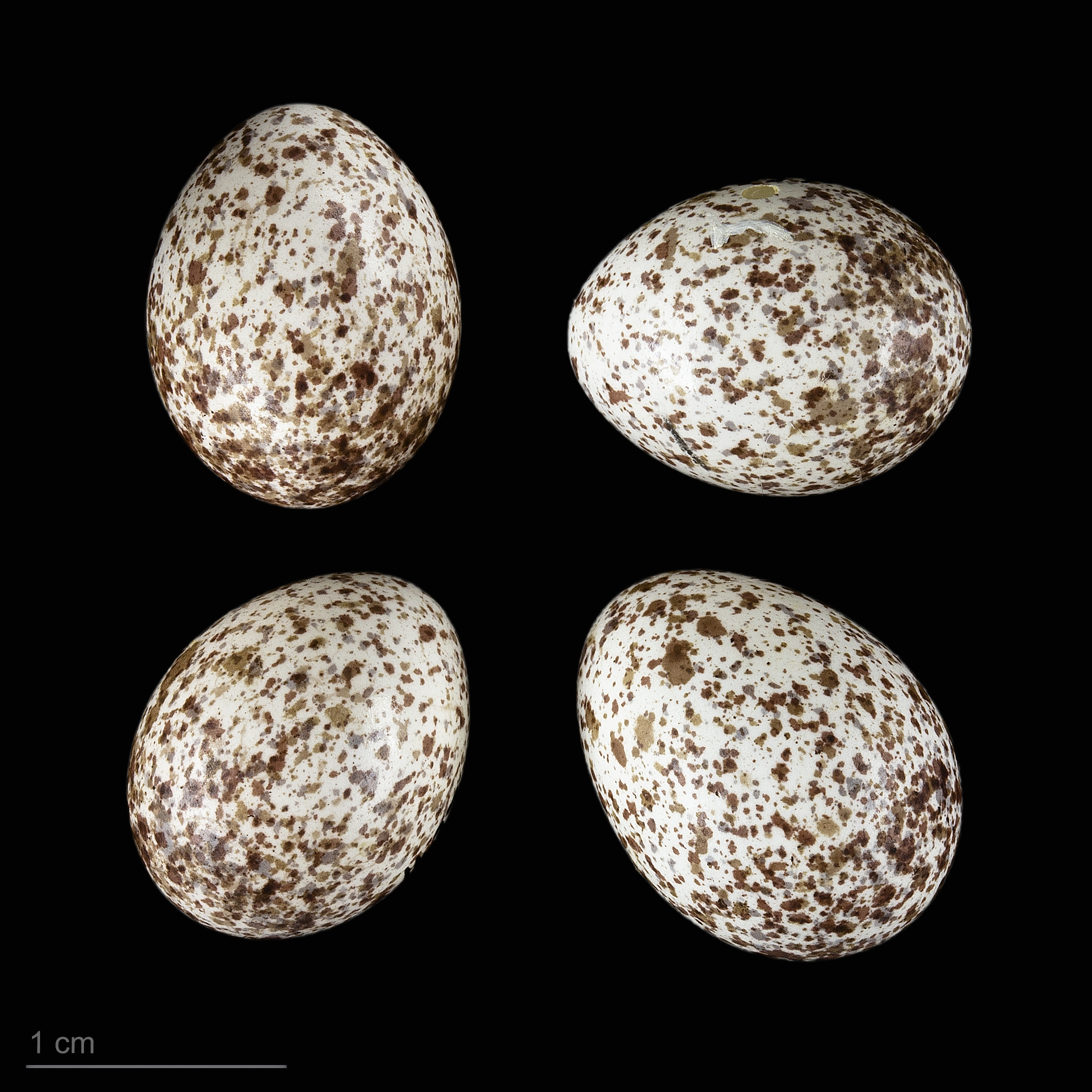
Phylloscopus bonelli

Magányosan fészkelő (territoriális). Fenyő- és lombelegyes erdők talaján vagy partfal mélyedéseiben fűből, levelekből, mohából építi kemence alakú, fedett fészekét. Fészekalja 5-6 tojásból áll, melyen 12-13 napig kotlik. Egy évben egyszer költ.

## Kárpát-medencei előfordulása
Magyarországon ritka, alkalmi látogató.

## Védettsége
Magyarországon védett, természetvédelmi értéke 25 000 Ft.